# Chiloscyphus engelii
Chiloscyphus engelii là một loài Rêu trong họ Lophocoleaceae. Loài này được R.L. Zhu & M.J. Lai mô tả khoa học đầu tiên năm 2011.